# Enrico Candiani
Enrico Candiani (ur. 29 września 1918 w Busto Arsizio, zm. 27 lutego 2008 tamże) – włoski piłkarz, grający na pozycji napastnika.

## Kariera piłkarska
Wychowanek klubów Pro Patria i Ambrosiana-Inter. W 1938 rozpoczął karierę piłkarską w zespole Ambrosiana-Inter, który w 1945 zmienił nazwę na Inter Mediolan. W sezonie 1946/47 bronił barw Juventusu. Potem do 1952 występował w klubach Pro Patria, Milan, Livorno i Foggia.
Przez dekadę, od sezonu 1959/60 do sezonu 1969/70, był prezesem Pro Patria.
Zmarł w 2008 roku w wieku 89 lat po długiej chorobie.

## Sukcesy i odznaczenia

### Sukcesy klubowe
Ambrosiana-Inter
- mistrz Włoch: 1939/40
- zdobywca Pucharu Włoch: 1938/39